# Hjalmar Thomsen
Hjalmar Thomsen (født 30. april 1913 i Tømmerup, død 2. marts 1993 i Lyngby-Taarbæk) var en dansk hockeyspiller, der deltog på det danske landshold ved OL 1948 i London. Hjalmar Thomsen spillede for Skovshoved IF og opnåede i alt 4 landskampe i perioden 1947-1948.
Ved OL i 1948 blev Danmark nummer 13 og sidst efter tre nederlag og et uafgjort resultat i den indledende pulje; dermed var Danmark elimineret fra turneringen. Hjalmar Thomsen spillede to af kampene uden at score.